# Старий міст
Старий міст — комбінований двоярусний (автомобільний та залізничний) міст в місті Дніпро, який поєднує Центральний та Нижньодніпровський райони міста. До 26 липня 2024 року мав назву Амурський міст.

## Історія
До заснування Катеринослава, в цій частині річки функціонував відомий козацький перевіз. Він допомагав жителям Лівобережної України їхати на Січ та в південніші райони. Перевіз цей розташовувався в районі Нового Кодака (на правому березі Дніпра) та Кам'янки (на лівому березі).

Таганрозький й Катеринославський єпископ Феодосій Макаревський в «Матеріалах для історико-статистичного опису Катеринославської єпархії» (1880) пише: 
 «Всі мандрівники з західного краю, всі чумацькі і козацькі ватажки, які йшли на Дон і в Кагальник за рибою, з одного боку, а разом з усім промисловці і торговці з Курської та Орловської, з Воронезької та Харківської губерній, які вирушали до Криму по сіль, з іншого боку, — всі переїжджали через Дніпро, правобережною частиною Нового Кайдака, а на лівобережній — у Кам'янки». За розпорядженням Запорозького Коша на лівому березі Дніпра розташовувалася особлива перевізна команда із суворим наказом — «всім мандрівникам полегшувати переїзд через Дніпро» 
З будівництвом Катеринослава на правому березі Дніпра стара переправа припинила існування, проте гостро постала проблема переправи через річку Дніпро, в місці розташування нового моста. Споруду моста в Катеринославі припускав ще князь Григорій Потьомкін. У 1796 році був облаштований перший наплавний міст і перевіз через Дніпро. Утримувати їх «місцева громада» уповноважила купців Осипа Зайцева і Федора Лебедєва. Наплавний міст розташовувався в різних місцях річки Дніпро, в тому числі на місці сучасного Старого мосту.
У другій половині XIX століття розташування переправи змінилося. На одній з перших світлин Катеринослава (близько 1870 року) видно, що наплавний міст розміщується на місці сучасного Центрального мосту. Такий міст, звичайно, не міг задовольнити потреб в транспортному сполученні. Катеринославське земство та представники еліти у 1860—1870-х роках неодноразово зверталися в урядові органи з пропозиціями щодо будівництва стаціонарного моста через Дніпро в районі міста.
Ідея про будівництво моста була реалізована лише з будівництвом Катерининської залізниці у 1881—1884 роках. Будівництво залізниці стало необхідним з початком освоєння Донецького кам'яновугільного та Криворізького залізорудного басейнів, які були розділені сотнями кілометрів степу і водною перешкодою — Дніпром. Олександр Поль оцінив значення цих багатств для краю і провів повне дослідження якості руди і величини її запасів та за властивою йому енергією, почав клопотати перед урядом про будівництво залізниці, яка могла б сполучити два найбагатших корисними копалинами регіони. Лише у 1881 році було надано найвище розпорядження про будівництво залізниці з мостом через річку Дніпро. Залізниця, що отримала назву Катерининської, була побудована у 1884 році, сполучивши Катеринослав з Лозово-Севастопольською та Харківсько-Миколаївською залізницями. Вартість будівництва склала 30 900 тис. карбованців.

### Відкриття
18 (30) травня 1884 року в Катеринославі урочисто відкритий міст Катерининської залізниці, під офіційною назвою — міст Імператора Олександра III.
Автором проєкту моста був інженер Микола Белелюбський. Міст складався з двоярусної споруди завдовжки понад 1,5 км при загальній вазі 9525 тонн. На нижньому ярусі розташовувалася одноколійна залізниця, на верхньому — дорога для пішоходів і возів, а згодом — для автомобілів.
Довжина моста становила 592 сажні (1263 м) від початку та до кінця стояків, й 645 сажнів (1 376 м) від початку до кінця залізного споруди.
За своїми розмірами тоді це був третій міст в Європі після Олександрівського мосту через річку Волгу та Мурдейского моста у Голландії.
У 1889 році, на Всесвітній виставці в Парижі, міст був відзначений золотою медаллю, як й Ейфелева вежа в Парижі. Сучасники порівнювали міст з дивом, доти небаченим у придніпровських степах. Грандіозна металева споруда простягнулася між двома берегами Дніпра, встановивши міцне сполучення між двома промисловими басейнами — Кривбасом і Донбасом. Наприкінці XIX століття пропускна спроможність мосту становила 90 поїздів на добу.
Роль залізничного моста, як і всієї залізниці, в історії міста переоцінити майже важко. Катеринослав перетворився з глибоко провінційного економічно міста у великий торговий і промисловий центр. У другій половині XIX століття населення міста кожні 10 років збільшувалася удвічі. У 1887 році в місті налічувалось 48 100 мешканців, станом на 1897 рік в місті проживало вже 112 839 осіб. Бюджет міста за 20 років зріс майже в 6 разів, з 120 тисяч карбованців у 1870 до 692 тисяч у 1900 році.

Історичні світлини
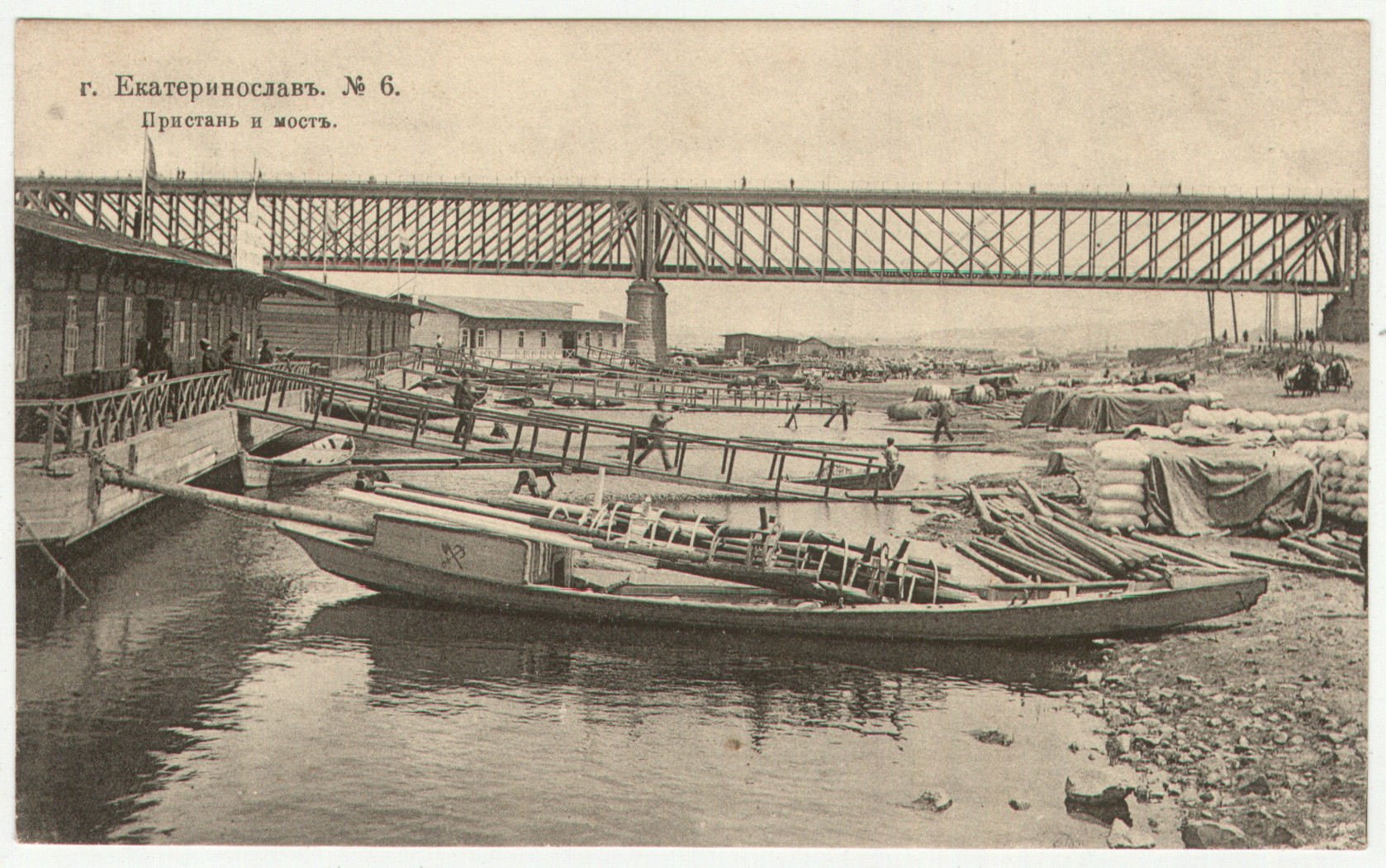
Пристань та міст в Катеринославі
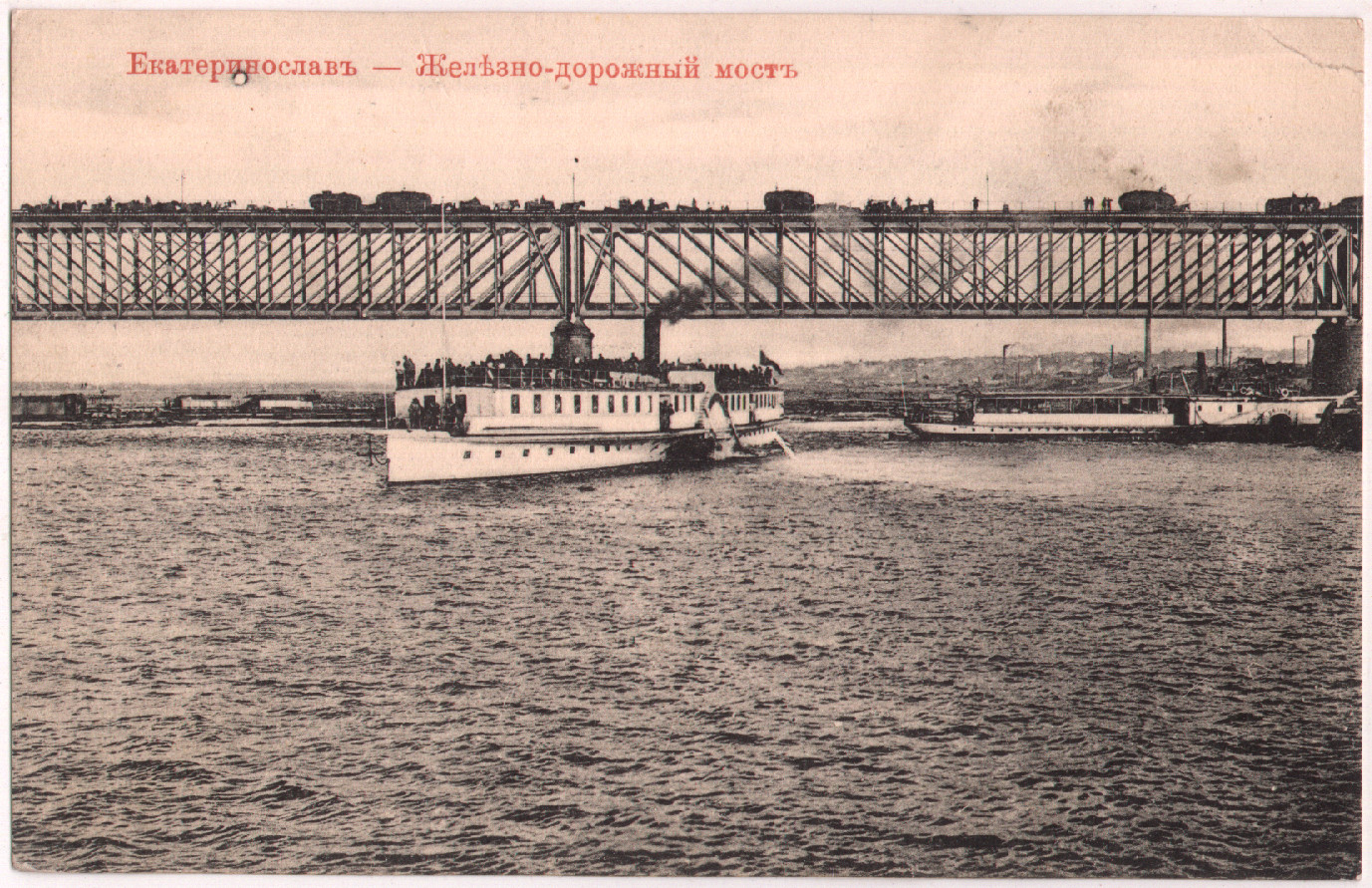
Залізничний міст (поштова листівка)
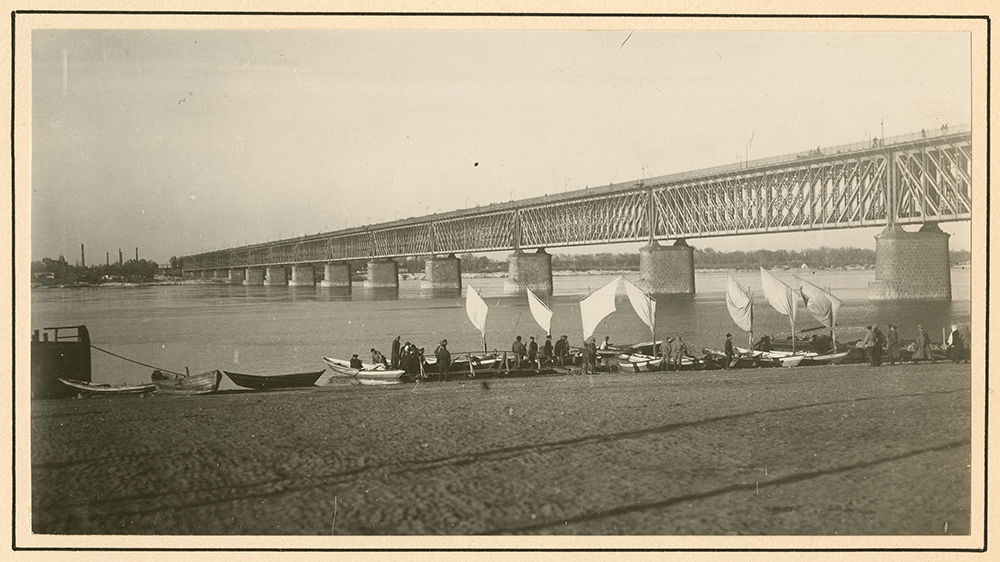
Річка Дніпро в Катеринославі
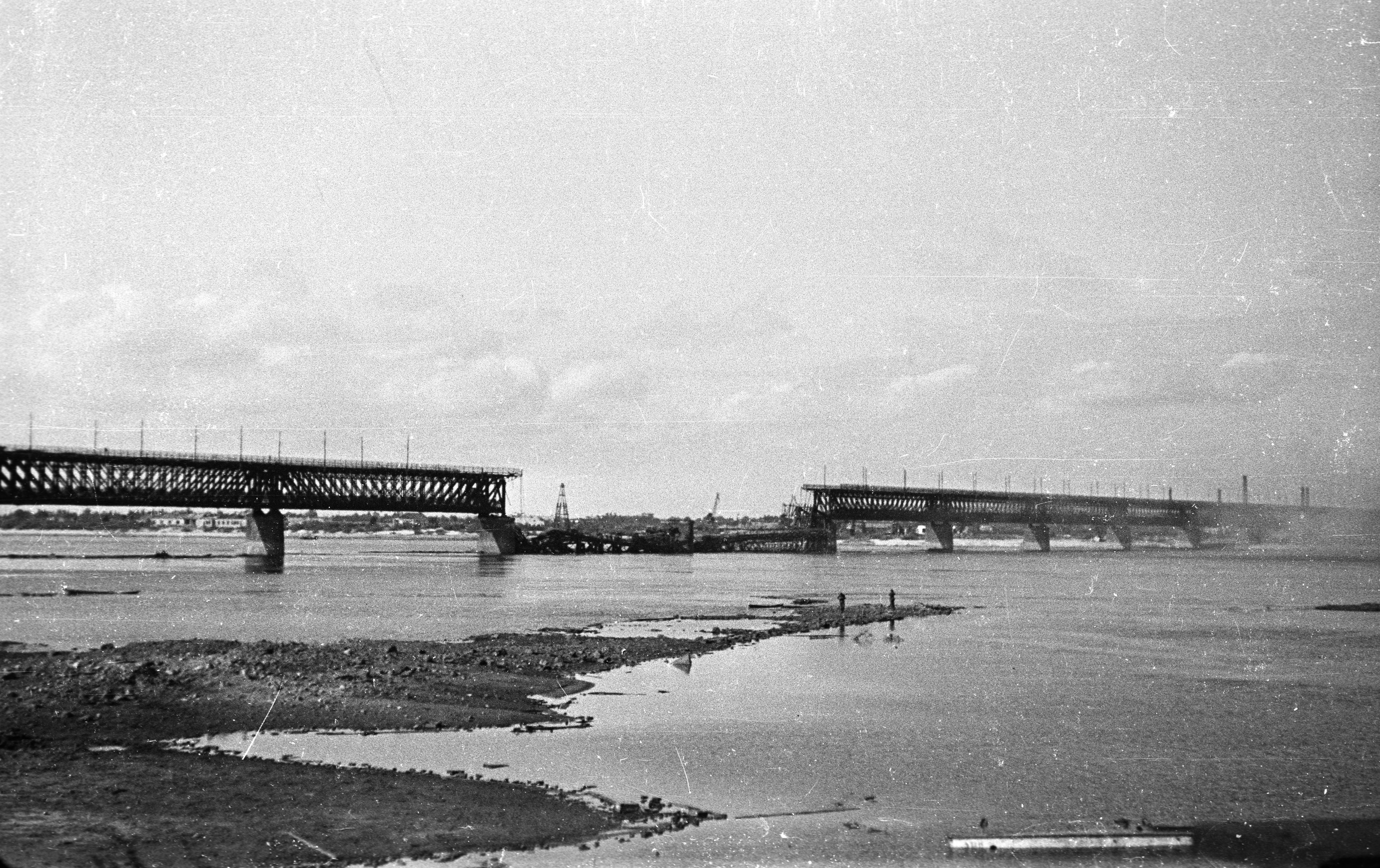
Руйнування моста (1941)

У XX столітті двічі разів міст зазнавав руйнувань (1920 та 1941) і кожен раз заново відновлювався. У 1935 році через міст була прокладена трамвайна лінія. По закінченню німецько-радянської війни міст довелося відбудовувати практично з нуля. В результаті від старого моста залишилися лише опори і зовнішня схожість конструкції — віддалено схожі ферми та другий ярус. Крім того, у відновленого мосту зведений розвідний проліт. Проліт одноярусного мосту піднімається вертикально доверху приблизно на половину своєї висоти і підвішений між «вежами». Контактну мережу винесено за межі ферми, щоб залишатися нерухомою під час розведення мосту. Зверху на вежах знаходиться машинне відділення, а масивна противага — всередині конструкції вежі за сходами.
У грудні 1955 року відновлений Амурський міст був введений в експлуатацію. Ця дата прикрашає пілони на початку моста з боку правого берега. До 1955 року річку долали через тимчасовий міст на дерев'яних опорах (їх залишки є можливість побачити біля лівого берега Дніпра).
У 1956 році через міст прокладена тролейбусна лінія, а згодом почали курсувати автобусні маршрути.
Довжина сучасного Старого моста складає 1 395 м, з підходами — 2397 м, завширшки — 15,5 м. Надалі, в результаті постійно зростаючого залізничного руху, виникла необхідність розширення мосту для пропуску поїздів одночасно в двох напрямках. Для цього поруч зі старим мостом був споруджений схожий за конструкцією одноярусний міст, що відкритий у 1977 році. Будував його колектив мостозагону № 12 під керівництвом начальника Л. М. Тесленка, головного інженера І. А. Скачкова. Металоконструкції прогонових споруд виготовили Воронезький мостозавод та Дніпровський завод металоконструкцій. Будівельники застосовували передову технологію: були вперше впроваджені пересувні підмостки, що забезпечують мінімальні трудові витрати і максимальну безпеку виконання всіх монтажних робіт. Монтаж прогонових будов здійснювався в «навіс», зі скріпленням з'єднань всіх елементів на високоміцних болтах — їх встановлено декілька сотень тисяч. На мосту немає класичних розвідних прольотів; на обох мостах (комбінованому двоярусному та залізничному одноярусному) мосту розвідний проліт піднімається вертикально вгору, підвішений між «вежами» приблизно на половину своєї висоти.

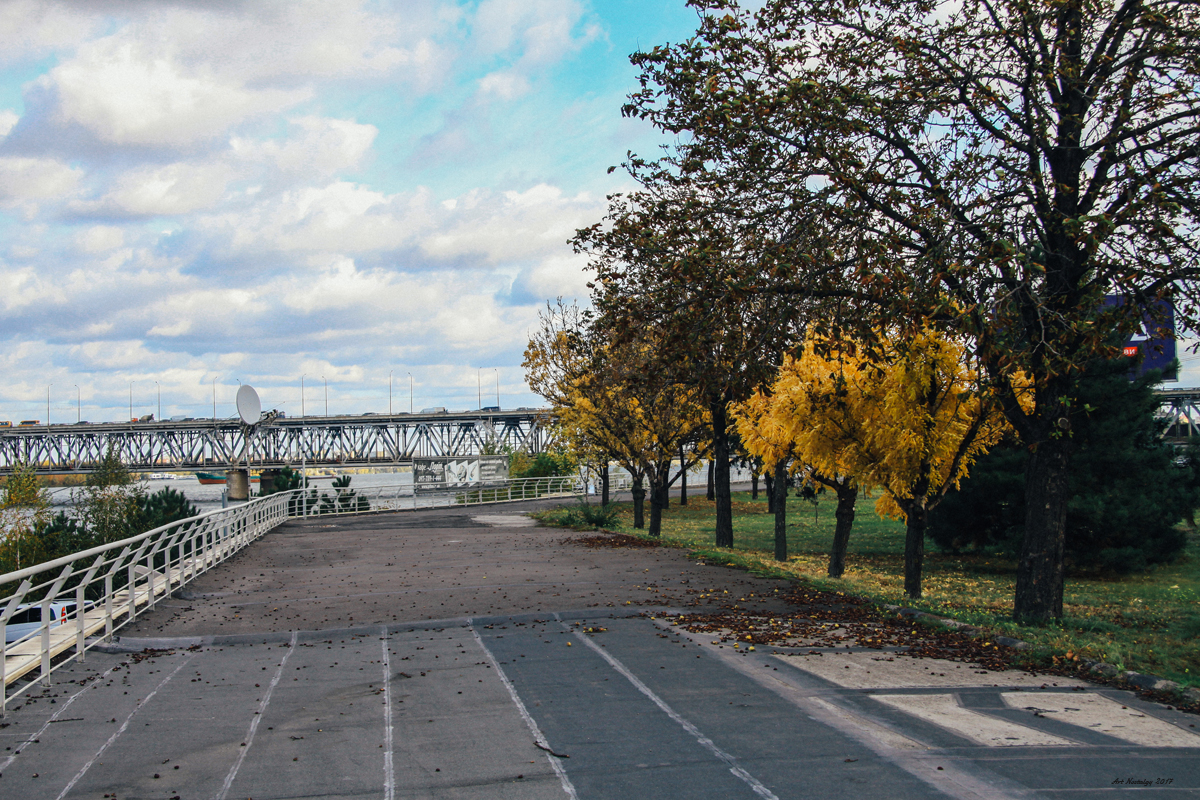
Пішохідна частина набережної в районі Старого мосту
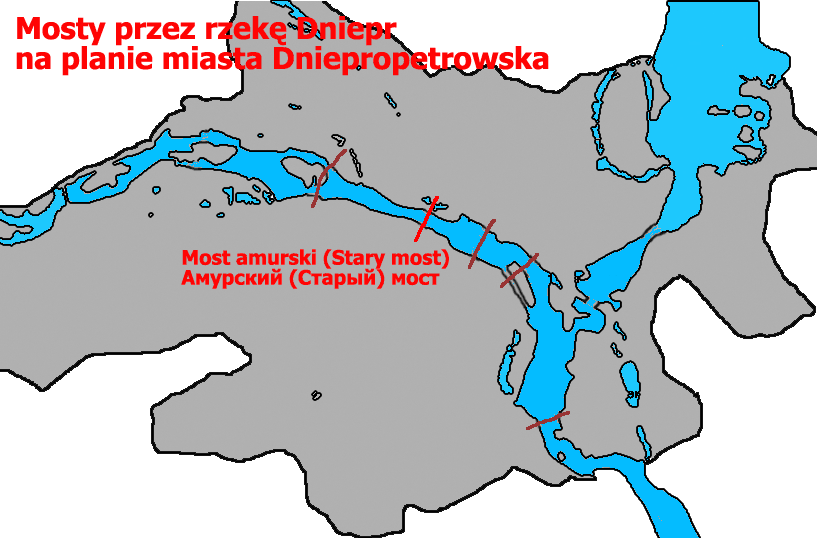
Старий міст на план-схемі міста Дніпро
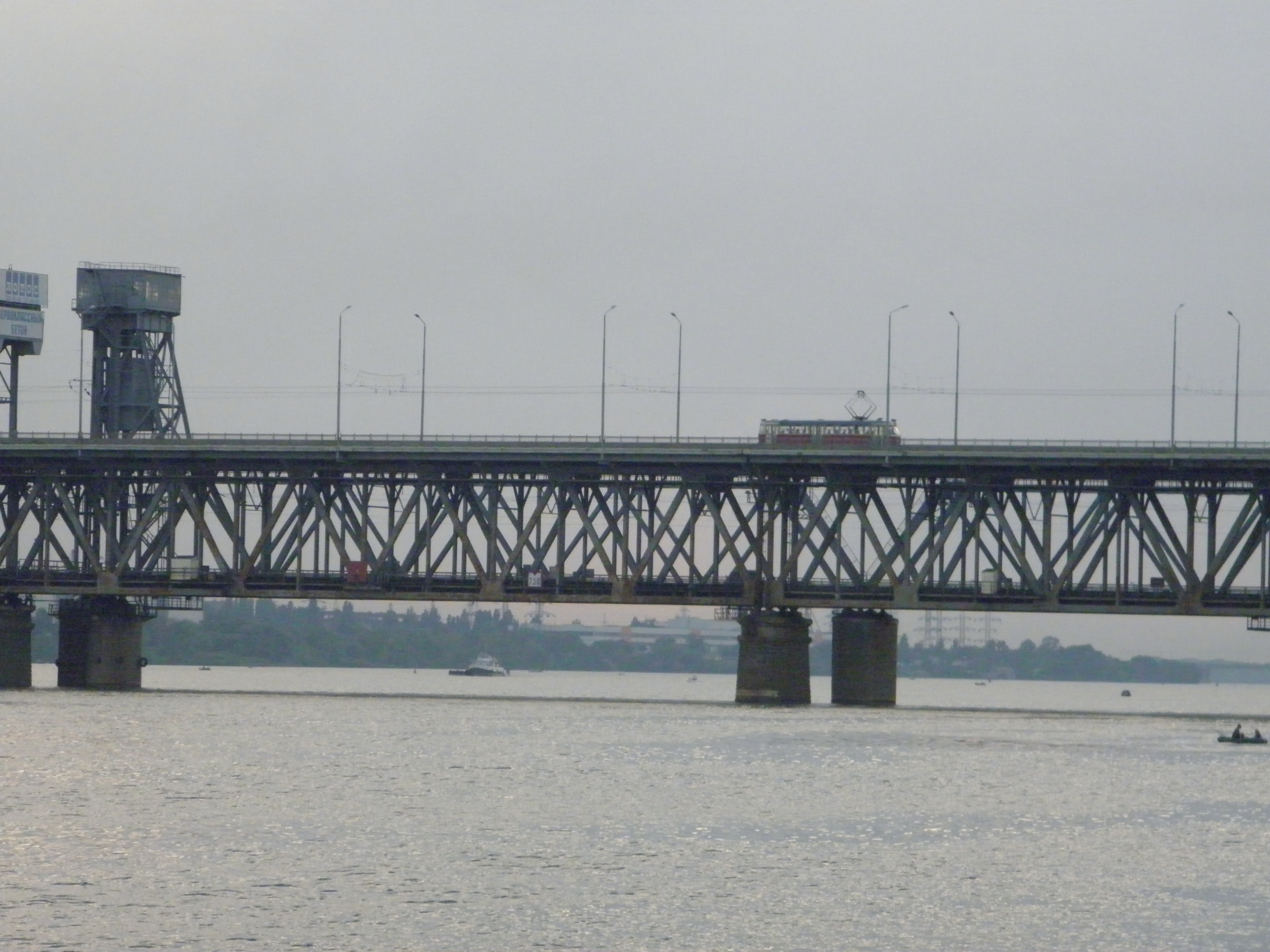
Трамвай прямує через Старий міст

2 листопада 1977 року на лівому березі Дніпра відбувся мітинг з нагоди введення нового моста в експлуатацію. Регулярний рух поїздів відкритий 6 листопада 1977 року.
Остання капітальна реконструкція Старого мосту із заміною асфальтового покриття відбулася у 2002 році. Наразі Старий міст є пам'ятником інженерного мистецтва національного значення.
4 квітня 2022 року, ввечері, російські окупанти завдали два ракетних удари по місту Дніпро. Одна з ракет влучила в об'єкт транспортної інфраструктури. Тимчасово був призупинений рух тролейбусних маршрутів № 2, 3, 15 та трамвайних маршрутів № 6 та 9, а автобусні маршрути рухалися в об'їзд через Кайдацький та Центральний мости. Наступного дня, 5 квітня 2022 року, о 10:00, рух громадського транспорту було відновлено.
26 липня 2024 року, відповідно з розпорядженням Голови Дніпропетровської ОВА № Р-314/0/3-24, Амурський міст був перейменований на Старий міст

## Нагороди
У 1900 році на Міжнародній виставці в Парижі міст здобув Гран-прі у номінації «геніальні інженерні споруди XIX століття». Друге місце присуджено Ейфелевій вежі у Парижі.

## Вшанування

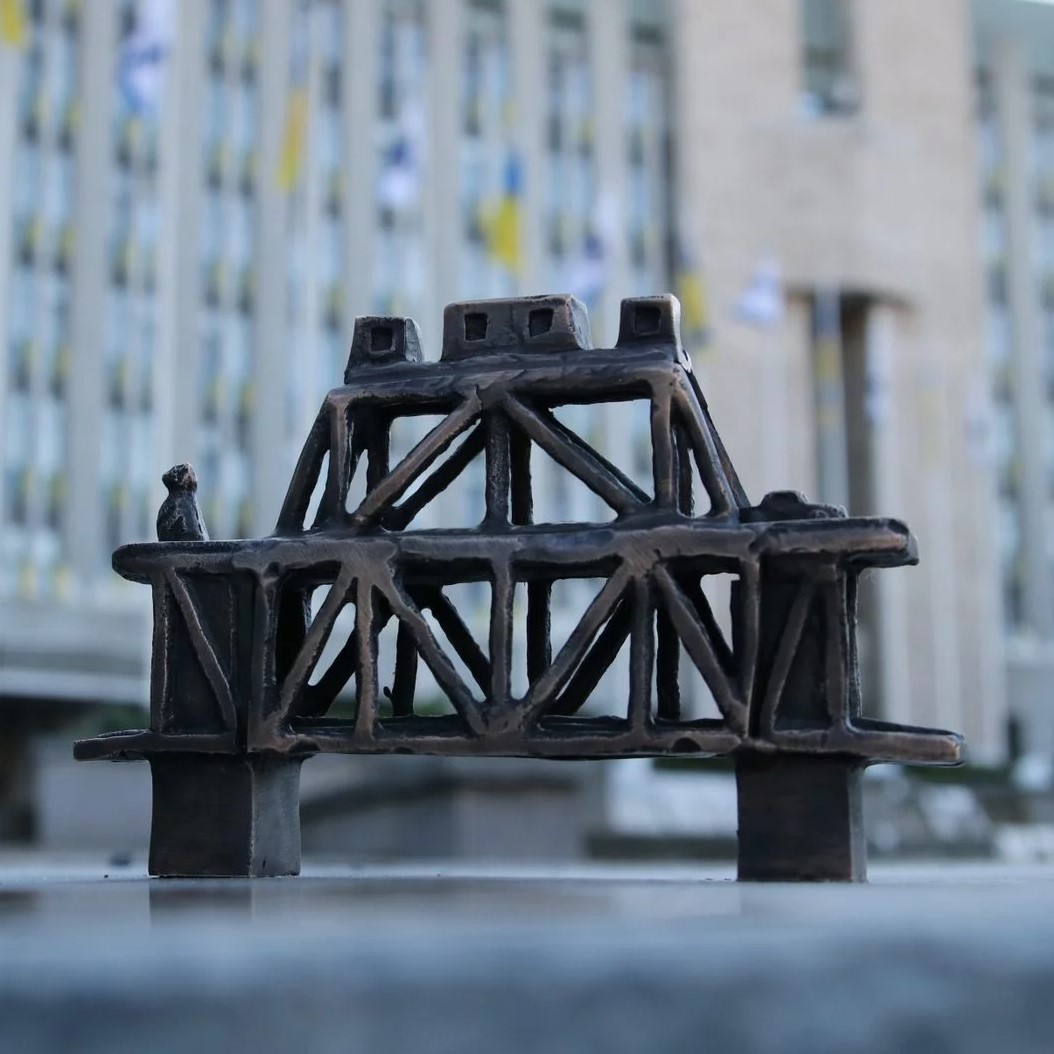
Мініскульптура «Міст Олександра Поля»

У вересні 2020 року, в рамках проєкту «Відчуй Дніпро» в місті Дніпро біля будівлі Дніпровської міської ради встановлена мініскульптуру «Міст Олександра Поля» у вигляді саме Старого мосту.